# 118 Pułk Piechoty Liniowej (Francja)
118 Pułk Piechoty Liniowej Wielkiej Armii – jeden z francuskich pułków piechoty okresu wojen napoleońskich. Wchodził w skład Wielkiej Armii Cesarstwa Francuskiego.

## Działania zbrojne
- 1794: Col Ardente
- 1795: Loano
- 1808: Aquilar-del-Campo
- 1809: Nawarra, Cignerolo, Alcanitz i Santa-Maria-del-Campo
- 1810: Mansaneda, Linares, Grado i Pont de Miranda
- 1811: Cangas-de-Tineo, Orbigo i Orosco
- 1812: Arapiles, Cueba-Cardel, Briviescas i Pradanos
- 1813: Vitoria, Pampeluna i Bidassoa
- 1814: Orthez, Vic-de-Bigorre, Arcis-sur-Aube i Tuluza